# زاك دونكان
زاك دونكان (بالإنجليزية: Zachary Duncan) هو لاعب كرة قدم أسترالي في مركز الوسط، ولد في 31 مايو 2000 في Marayong, New South Wales ‏ في أستراليا. لعب مع آرهوس جمناستيك فورينينغ ونادي بريزبان رور.

## وصلات خارجية
- زاك دونكان على موقع قاعدة بيانات كرة القدم.إي يو (الإنجليزية)
- زاك دونكان على موقع Soccerway.com (الإنجليزية)